# Piores Clipes do Mundo
Piores Clipes do Mundo foi um programa humorístico de televisão da MTV Brasil, exibido de 7 de março de 1999 a 31 de dezembro de 2002. Era especializado em mostrar videoclipes de gosto duvidoso em certo tema, que geralmente não passavam mais na programação. O programa também abria espaço para exibição de vídeos caseiros feito pelos telespectadores.
Em 1999, era apresentado por Marina Person, mas foi no ano seguinte, com a entrada de Marcos Mion, que a atração alcançou o seu auge. Em 2002, com a saída de Mion da MTV, o programa foi apresentado por João Gordo e Ferrugem e a atração ganhou novos quadros e um novo formato (seguindo o Gordo a Go-Go), passando a ser apresentado ao vivo e com participação dos telespectadores pelo telefone.

## Quadros do programa
- Bloco de Clipes: Cada programa tinha um "tema": clipes com carros, clipes natalinos etc. Inicialmente, apenas exibiam-se trechos dos clipes, depois, em sátira do programa Data Clipe, adicionaram comentários engraçados. Com Marina, o formato cobria apenas este bloco e os e-mails dos telespectadores, mas mais quadros foram adicionados ao programa quando Mion assumiu a apresentação. Na segunda temporada de Marcos Mion (2001), o clipe de "Green Hair", de Supla, sempre era incluído, não importando o tema.[8][9]

### Fase Marcos Mion
- Direção: Chuck Hipolitho, Chica Barros
- Assistente: Cidão
- Pérola Videoclíptica: Mion, munido de um cavalinho de pau (Pé de Pano) ou um bastão com um elefante (Fante), exibia o clipe enquanto apontava grandes defeitos e detalhes curiosos e inusitados, como por exemplo a menina tropeçando no fundo da cena (no caso, "Mama África", de Chico César), o figurante dando tchauzinho no final do clipe, a mesa de sinuca sem caçapas e a semelhança de um dos "chefes de gangue" com Toninho Cerezo (como visto em "Beat It", de Michael Jackson).[10] Como um dos maiores sucessos do programa, Mion continuou a utilizar este formato em vários de seus futuros programas.
- Micón: Quadro no qual Mion faz uma imitação dos clipes de artistas famosos como Christina Aguilera e KLB.
- TSBSAVPTDC ("Tradução simultânea buscando sempre a verdade por trás dos clipes"): Mion traduzia o clipe em português bem-humorado ("Enter Sandman" vira "Entra o homem do saco"). Após a aparição do assistente Cidão numa tradução de "Sliver", do Nirvana, este passou a ser incluído em todo quadro dançando. Às vezes faziam-se também traduções do português para o inglês.
- Clipes Caseiros: Momento em que eram exibidos clipes feitos pelos telespectadores. Alguns foram indicados no Video Music Brasil de 2001.

### Fase João Gordo
- Clipe Clichê: quadro similar ao Pérola Videocliptica, na qual eram exibidos clipes cujas cenas eram comparadas a outros clipes.[11]
- Clipe Tortura: Momento pré e pós-intervalo em que um trecho do clipe era repetido diversas vezes, geralmente o refrão ou uma onomatopeia.
- Maldição da Mão Amarela: O clipe era simbolicamente apagado da MTV, tendo a sua fita destruída dos mais diversos modos, tais como: jogando do alto do prédio da emissora, cortado ao meio por uma serra elétrica, etc.[12]
- Ombusdman: Um artista convidado via momentos passados seus na MTV junto com João Gordo.

## Apresentadores
- Marina Person (1999)
- Marcos Mion (2000-2001)
- João Gordo e Ferrugem (2002)

## Curiosidades
- Os humoristas Rafinha Bastos e Rodrigo Capella já participaram do Piores Clipes do Mundo quando ainda eram anônimos.